# Idrossilapatite
L'idrossilapatite (simbolo IMA: Hap) è un minerale del supergruppo dell'apatite, all'interno del quale viene collocato nel gruppo dell'apatite; appartiene alla famiglia dei "fosfati, arseniati e vanadati" e possiede composizione chimica Ca5(PO4)3(OH).

## Etimologia e storia
Denominata idro-apatite nel 1856 da Augustin Alexis Damour, derivante dalla parola greca ἀπατάω ('apatao', che significa "trarre in inganno"), l'apatite veniva spesso confusa con altri minerali (come berillo e milarite), oltre al prefisso "idro-" che indica la natura ricca di acqua (sotto forma di ossidrile) del minerale. Waldemar Schaller cambiò leggermente il nome in idrossil-apatite nel 1912 e il termine idrossilapatite fu introdotto da Burri, Jakob, Parker e Hugo Strunz nel 1935.

## Classificazione
La classica nona edizione della sistematica dei minerali secondo Karl Hugo Strunz, aggiornata dall'Associazione Mineralogica Internazionale (IMA) fino al 2009, elenca l'idrossilapatite (in questa edizione chiamata apatite-(CaOH)) nella classe "8. Fosfati, arseniati, vanadati" e da lì nella sottoclasse "8.B Fosfati, ecc., con anioni aggiuntivi, senza H2O"; questa viene più finemente suddivisa in base alla dimensione dei cationi e al rapporto tra ione ossidrile e composto fosfato/arseniato/vanadato, in modo tale che l'idrossilapatite possa essere trovata nella sezione "8.BN Con soltanto cationi di grande dimensione, (OH, ecc.):RO4 = 0,33:1" dove forma il sistema nº 8.BN.05 insieme a molti minerali, alcuni dei quali al tempo non riconosciuti come specie minerali indipendenti (in corsivo): alforsite, apatite-(CaCl), apatite-(CaF), apatite-(CaOH)-M, apatite-(SrOH), bellite, belovite-(Ce), belovite-(La), carbonato-fluorapatite, carbonato-idrossilapatite, clorapatite, clinoidrossilapatite, clinomimetite, deloneite-(Ce), fermorite, fluorcafite, hedyphane, idrossilpiromorfite, stronadelphite (al tempo conosciuta col nome provvisorio IMA 2008-009), fluorfosfohedyphane (al tempo conosciuta col nome provvisorio IMA 2008-068), johnbaumite, kuannersuite-(Ce), mimetite, morelandite, ossiapatite, fosfohedyphane, piromorfite, svabite, turneaureite e vanadinite.
Tale classificazione rimane invariata anche nell'edizione successiva, proseguita dal database "mindat.org" e chiamata Classificazione Strunz-mindat; qui nel sistema 8.BN.05 cambiano i minerali coinvolti o, in alcuni casi, solo il nome: alforsite, belovite-(Ce), belovite-(La), carlgieseckeite-(Nd), clorapatite, deloneite, fluorapatite, fluorcaphite, fluorfosfohedyphane, fluorstrophite, fosfohedyphane, hedyphane, idrossilapatite-M, idrossilhedyphane, idrossilpiromorfite, johnbaumite, johnbaumite-M, kuannersuite-(Ce), mimetite, mimetite-M, miyahisaite, morelandite, ossipiromorfite, parafiniukite, pieczkaite, piromorfite, pliniusite, stronadelphite, svabite, turneaureite, vanackerite e vanadinite.
Nella Sistematica dei lapis (Lapis-Systematik) di Stefan Weiß l'idrossilapatite si trova nella classe dei "fosfati, arseniati e vanadati" e nella sottoclasse dei "fosfati anidri, con anioni estranei F, Cl, O, OH"; qui è nella sezione dei minerali con "cationi medi e grandi: Mg-Cu-Zn e Ca-Na-K-Ba-Pb; gruppo dell'apatite" dove forma il sistema nº VII/B.39.
Anche nella classificazione dei minerali secondo Dana, usata principalmente nel mondo anglosassone, elenca l'idrossilapatite nella famiglia dei "fosfati, arseniati e vanadati"; qui è nella classe dei "fosfati anidri ecc., con idrossile o alogeno" e nella sottoclasse dei "fosfati anidri ecc., con idrossile o alogeno con (A)5(XO4)3Zq" dove forma il "gruppo dell'apatite" con il numero di sistema 41.8.1.

## Abito cristallino
L'idrossilapatite cristallizza nel sistema esagonale nel gruppo spaziale P63/m (gruppo nº 176) con i parametri di cella a = 9,41 Å e c = 6,88 Å, oltre ad avere 2 unità di formula per cella unitaria.

## Origine e giacitura
L'idrossilapatite è molto meno comune della fluorapatite; si forma dalla reazione del calcare con soluzioni fosfatiche derivate dal guano. La si può trovare in scisti talcalici associati a serpentinite, ma si forma anche come alterazione localizzata a frattura della montebrasite in una pegmatite granitica complessa. La paragenesi è con brushite e calcite (nelle grotte), con talco e serpentino (negli scisti) e con montebrasite, crandallite e muscovite (nella pegmatite).
L'idrossilapatite è un minerale raro; è stato trovato in scarse quantità però in molti siti sparsi per il mondo. Non è nota la sua località tipo.

## Forma in cui si presenta in natura
L'idrossilapatite forma cristalli tabulari o prismatici, di dimensioni fino a 30 cm; solitamente si trova in stalagmiti, noduli, in croste cristalline o massicce.
Il minerale è trasparente, traslucido od opaco; la lucentezza è da semi-vitrea, a resinosa, a grassa, a terrosa. Il colore è bianco, grigio, giallo, verde, viola, porpora, rosso o marrone, anche se idealmente è bianco e i colori sono di solito dovuti a macchie. Il colore del suo striscio è sempre bianco.

## Negli organismi viventi
L'idrossiapatite costituisce la base della sostanza dura di tutti i vertebrati e si forma nell'organismo attraverso la biomineralizzazione. È presente nelle ossa in una percentuale di circa il 40%, nella zona di calcificazione della cartilagine articolare, nella dentina al 70% e nello smalto al 95%. Di conseguenza, lo smalto dei denti, con una durezza Mohs pari a 5, è il materiale più duro del nostro corpo.
Lo smalto dei denti è formato dagli adamantoblasti (ameloblasti, cellule che formano lo smalto). Queste cellule inizialmente secernono una sostanza di tessuto connettivo (pre-smalto). Dopo l'uscita del dente avviene la parte principale della mineralizzazione attraverso la deposizione di Ca2+ e fosfati sotto forma di apatite, lo smalto del dente raggiunge la sua durezza finale.
L'idrossiapatite è scarsamente solubile e quindi stabile a valori di pH neutri. Tuttavia, se lo smalto entra in contatto con soluzioni acide con un pH < 5,5, si demineralizza lentamente. Ciò avviene nella bocca principalmente attraverso gli acidi batterici e gli acidi della frutta:
{\displaystyle {\ce {Ca5(PO4)3OH + 4 H3O+ -> 5 Ca^2+ + 3 HPO4^2- + 5 H2O}}}
(Sotto l'influenza degli acidi – qui rappresentati come ione ossonio H3O+ – l'idrossiapatite produce ioni calcio, idrogeno fosfato e acqua)
Questo può essere evitato sostituendo lo ione idrossido con uno ione fluoro (F-), ad esempio aggiungendo fluoro al dentifricio, al sale da cucina o all'acqua potabile (fluorizzazione).
{\displaystyle {\ce {Ca5(PO4)3OH + F^- -> Ca5(PO4)3F + OH-}}}
La fluorapatite ha un prodotto di solubilità molto più basso allo stesso valore di pH, vale a dire che dalla fluorapatite si dissociano molti meno ioni rispetto all'idrossiapatite. Ecco perché la fluorapatite è più resistente dell'idrossiapatite prodotta dall'organismo.
Il fosfato di calcio naturale non corrisponde all'idrossiapatite chimicamente pura e cristallina al 100%, ma presenta delle sostituzioni nel reticolo cristallino. In primo luogo, al contatto con ioni carbonato, ad esempio provenienti dal sangue e dal fluido interstiziale, si verifica una sostituzione di PO3−4 con CO2−3. Altri sostituenti importanti in vivo sono principalmente il magnesio, ma anche gli ioni sodio e zinco, così come specie biologiche come il citrato e le proteine.
L'osso, la dentina e lo smalto non sono costituiti esclusivamente da apatite minerale, ma da particelle piatte di idrossiapatite sostituita con carbonato sono incorporate in una matrice di proteine, principalmente collagene, conferendo al materiale osseo le proprietà di un materiale composito.

## Produzione sintetica
L'idrossiapatite può essere prodotta in laboratorio; si forma come un precipitato molto lento sotto forma di depositi esagonali, a forma di ago, di soluzioni estremamente diluite ottenute con nitrato di calcio, fosfato di potassio diidrogeno e idrossido di sodio.
{\displaystyle \mathrm {5\ Ca(NO_{3})_{2}+3\ KH_{2}PO_{4}+7\ NaOH\longrightarrow } }
{\displaystyle \mathrm {\ Ca_{5}(PO_{4})_{3}(OH)+3\ KNO_{3}+7\ NaNO_{3}+6\ H_{2}O} }
Un'altra possibilità di produzione è l'uso di una soluzione di idrossido di calcio e acido fosforico. Quest'ultimo viene aggiunto alla soluzione fino alla formazione di un precipitato. Il liquido in eccesso viene rimosso a circa 1270 °C (calcinazione) e il solido risultante può quindi essere modellato.
La solubilità e la stabilità del pH dei diversi fosfati di calcio svolgono un ruolo nel processo di produzione. Per ottenere l'idrossiapatite da una soluzione acquosa, il rapporto molare calcio/fosfato deve essere pari a 1,67 e idealmente deve essere mantenuto un pH compreso tra 9,5 e 12,0. Se vengono utilizzate concentrazioni molto basse, è possibile impedire ai nuclei di cristallizzazione su scala nanometrica di agglomerarsi ulteriormente in particelle più grandi aggiungendo specie ioniche o polimeri come SDS, CTAB, PEI, PVP e altri.
Un altro metodo di produzione è l'ingegneria tissutale, in cui gli osteoblasti (le cellule che formano le ossa) vengono applicati a un'impalcatura ed esposti alla sonicazione. Nel 1954, Arne Tiselius sviluppò la produzione di idrossiapatite qui descritta come adsorbente per la cromatografia delle proteine.

## Utilizzi

### Industriale
Nell'industria chimica, l'idrossiapatite è un minerale importante per l'estrazione del fosforo e quindi per la produzione di fertilizzanti e acido fosforico.

### In medicina
In medicina, viene utilizzato come biomateriale per la sostituzione ossea (innesto osseo), a volte in combinazione con β-fosfato tricalcico, o come rivestimento bioattivo di impianti in titanio per migliorare l'incorporazione ossea.
Per rivestire gli impianti con idrossiapatite, un approccio possibile è quello di incubare le superfici realizzate in vetroceramica bioattiva in un fluido corporeo simulato per diversi giorni. La concentrazione di ioni calcio e fosfato nella soluzione supera il prodotto di solubilità e il fosfato di calcio precipita gradualmente. Se vengono soddisfatte le condizioni corrette per quanto riguarda il pH e la composizione del fluido corporeo simulato, si ottiene una modifica simile o identica all'idrossiapatite. Questa procedura consente di immagazzinare altre sostanze nel fosfato di calcio risultante come coprecipitato. Per questo scopo sono possibili componenti inorganici come il silicio, che possono promuovere l'osteoconduttività attraverso una struttura superficiale modificata. Inoltre è in fase di studio l'incorporazione di proteine, principalmente fattori di crescita come le proteine morfogenetiche dell'osso (BMP), per ottenere l'osteoinduttività.
Nella biochimica preparativa delle proteine, l'idrossiapatite viene utilizzata come fase stazionaria nella separazione cromatografica delle proteine, in particolare delle proteine di membrana.
In genetica, il minerale viene utilizzato nell'ibridazione DNA-DNA (un metodo più vecchio per determinare il grado di parentela tra organismi). Utilizza la sua capacità di legarsi ai doppi filamenti di DNA, ma non ai singoli filamenti. In questo modo, le doppie eliche possono essere separate dai singoli filamenti.
L'idrossiapatite è presente anche come additivo nei dentifrici speciali cosiddetti "sensibili"; è stato sperimentato un dentifricio con microcristalli di idrossilapatite (carbonato idrossilapatite zinco-sostituita), che potrebbe favorire una riduzione delle microfratture presenti sullo smalto dentale e ridurre la sensibilità dentinale.

### Protesica ossea
È in fase avanzata di sperimentazione la possibilità di trasformare il rattan in una struttura biomimetica simil-ossea composta da carbonato-idrossilapatite, sottoponendo il legno a trattamenti ad alte pressioni e temperature. I campioni così ottenuti esibiscono una spiccata attitudine biomimetica nei confronti del tessuto osseo, con una porosità molto simile a quella del tessuto spugnoso dell'osso, capace di ospitare gli osteoblasti e di permettere il loro insediamento e la loro trasformazione in osteociti. Campioni così ottenuti sono stati utilizzati in vivo, in impianti protesici su cavie animali, in sostituzione di larghe porzioni di osso. L'obiettivo finale è il suo utilizzo nell'impianto osseo umano, per la risoluzione delle conseguenze di gravi traumi o severe mutilazioni.

## Varietà
- Carbonato-idrossiapatite